# Austroagalloides
Austroagalloides (лат.) — род полужесткокрылых из семейства цикадок (Cicadellidae). Единственный представитель подсемейства Austroagalloidinae.

## Описание
Эндемики Австралии. Встречаются на деревьях и кустарниках. Среднего размера цилиндрической формы цикадки; голова короткая, округлённая. Макросетальная формула задних бёдер равна 2+0. Обладают сходством с Eurymelinae и Idiocerinae. Глаза крупные, так что голова вместе с глазами выглядит шире пронотума.

## Классификация
Включает около 10 видов
- Austroagalloides brunnea
- Austroagalloides grisea
- Austroagalloides karoondae typus
- Austroagalloides maculata
- Austroagalloides moorei
- Austroagalloides obliquus
- Austroagalloides rosea
- Austroagalloides wrighti